# ベビー・ルーニー・テューンズ
『ベビー・ルーニー・テューンズ』（Baby Looney Tunes）は、アメリカ合衆国のテレビアニメシリーズ。この作品は、ルーニー・テューンズのキャラクターが幼児として描かれているという、いわゆる子供向け作品となっている。

## 概要
アメリカ合衆国での初回放送は2002年9月12日にKids' WB!で放送された。この作品は老婆のグラニーが世話をするという点においてマペット・ベイビーズと似ているが、マペット・ベイビーズでは世話をする人間の肩から下しか見えていないのに対し、この作品では世話をする人間の頭が見えている。日本ではカートゥーン ネットワークで放送されている。また､日本の声優ではバッグス・バニーとトゥイーティーの二人を除く声優が変更されていた。

## 登場人物
ベビー・バッグス
声 - サムエル・ビンセント/日本語版 - 山口勝平
ベビー・ダフィー
声 - サムエル・ビンセント/山岸功
ベビー・トゥイーティー
声 - サムエル・ビンセント/こおろぎさとみ
一人称は通常『僕』と使うが、本作では『俺』と使う。
ベビー・ローラ
声 - ブリット・マキリップ/細野雅世
おバカやトラブルメーカーがなく､優しくて大人しい性格である。『トゥイーティーのフライング・アドベンチャー』ではニュースキャスターを担当であり、次回作『ルーニー・テューンズ・ショー』では子供以上のトラブルメーカーである。
ベビー・タズ
声 - イアン・ジェームズ・コーレット/多田野曜平
ベビー・シルベスター
声 - テリー・クラッセン/矢薙直樹
大人の姿ではトゥイーティーを食べようとするが､本作では恥ずかしがり屋で優しさがあり､憎まない親友である。
ベビー・メリッサ
声 - ジェネシー・ジャウド/七緒はるひ（寺田はるひ）
ベビー・ペチュニア
声 - キアラ・ザニ/福圓美里
ベビー・マービン
声 - サムエル・ビンセント/保村真
グラニー
声 - ジューン・フォーレイ/京田尚子

### オリジナルキャラクター
フロイド・ミントン
声 - ブライアン・ドラモンド
グラニーの甥。

## サブタイトル
| #  | エピソード                                                                                         | 日本放送日    |
| -- | -------------------------------------------------------------------------------------------------- | ------------- |
| 1  | おもちゃの国のタズ（Taz In Toyland）／秘密の計画（A Secret Tweet）                                 | 2005年 2月7日 |
| 2  | 消えた毛布ちゃん（Comfort Level）／水をえたカモ（Like A Duck To Water）                            | 2月8日        |
| 3  | 学校ごっこ（School Daze）／モンスターの正体（Things That Go Bugs In The Night）                    | 2月9日        |
| 4  | クッキー怪獣あらわる（Creature From The Chocolate Chip）／ステキな想像力（Card Bored Box）         | 2月10日       |
| 5  | 時は金なり（Time And Time Again）／チーム・タズに勝利を（May The Best Taz Win）                    | 2月11日       |
| 6  | 俺のもの（Mine!）／しつこいシルベスター（Sylvester The Pester）                                    | 2月14日       |
| 7  | トロフィーは誰の手に（Cat-Taz-Trophy）／ダフィーのこわーいお話（Duck! Monster! Duck!）             | 2月15日       |
| 8  | 正義の味方！トゥイーティー（The Brave Little Tweety）／水たまりオリンピック（The Puddle Olympics） | 2月16日       |
| 9  | ローラになりたい（A Lot Like Lola）／母の日のハプニング（Mother's Day Madness）                    | 2月17日       |
| 10 | おもちゃ泥棒（Tokers Keepers）／歯の妖精さん（To Tell The Tooth）                                  | 2月18日       |
| 11 | ぐるぐるできないタズ（Spinout）／雪で遊ぼう（Snow Day）                                            | 2月21日       |
| 12 | 秘密の友達（Shadow Of A Doubt）／真夏のクリスマス（Christmas In July）                             | 2月22日       |
| 13 | ブルース・バニー（Bruce Bunny）／秘密のクラブ（Leader Of The Pack）                                | 2月23日       |
| 14 | グラニーの花壇（Flower Power）／シルベスターの怖いもの（Lightning Bugs Sylvester）                 | 2月24日       |
| 15 | トイレの秘密（Flush Hour）／テレビに夢中（I Strain）                                               | 2月25日       |
| 16 | 砂男がやってくる（The Sandman Is Coming）／かっこいいオモチャ（Some Assembly Required）            | 2月26日       |
| 17 | お風呂に入ろう（All Washed Up）／ウサギとウサギの大げんか（Did Not! Did Too!）                     | 3月1日        |
| 18 | 男の子、女の子（Tea And Basketball）／タズのとくいワザ（Taz You Like It）                          | 3月2日        |
| 19 | みんなのオーケストラ（Band Together）／不思議なマーヴィン（War Of The Wierds）                     | 3月3日        |
| 20 | スーパー・バニーの苦手なもの（The Harder They Fall）／ビジネス・パートナー（Business As Unusual）  | 3月4日        |
| 21 | 白ヒゲおじさん（Mr. McStuffles）／絵本を作ろう（Picture This!）                                    | 3月7日        |
| 22 | 初めてのヘアカット（Hair Cut-Ups）／お片づけタイム（Clean Sweep）                                  | 3月8日        |
| 23 | やったのは誰？（Daffy Did It）／恐竜が出た～！？（The Pig Who Cried Woof）                         | 3月9日        |
| 24 | 町で一番かわいいベビー（New Cat In Town）／春のまほう（The Magic of Spring）                       | 3月10日       |
| 25 | 電話をかけよう（For Whom Tell Calls）／シリアルのおまけ（Cereal Boxing）                           | 3月11日       |
| 26 | 使っちゃいけない言葉（Who Said That?）／楽しいケーキ作り（Let Them Make Cake）                     | 3月14日       |

## 日本語吹き替え版製作スタッフ
- プロデューサー - 末次信二
- 監修 - 伊藤文子
- 翻訳 - 原口真由美
- 演出 - 早川陽一（第1話 - 第22話、第24話、第26話）、みさわあやこ（第19話、第20話、第22話 - 第25話）
- 調整 - 武田将仁
- 制作 - カートゥーン ネットワーク、ACクリエイト